# Karriereleiter
Die Betonplastik Karriereleiter ist ein Kunstwerk des Bildhauers Peter Lenk. Die 14 Meter hohe Urversion wurde 1994 auf dem Firmengelände der (damaligen) CGK (Computer Gesellschaft Konstanz) in Konstanz errichtet. Im November 2007 platzierte Lenk eine zweite, 16 Meter hohe Version des Kunstwerks vor der Investitionsbank an der Berliner Bundesallee.
Die Investitionsbank Berlin hat das Kunstwerk im Herbst 2012 über Nacht und ohne Wissen des Künstlers abbauen lassen.